# Antaeus Cinema Line
Antaeus Cinema Line là một chuỗi rạp chiếu phim của Trung Quốc. Đây là nhà triển lãm lớn thứ 13 ở Trung Quốc, với 1.200 phòng chiếu tại 227 rạp. Nó sẽ được mua lại bởi Perfect World.